# Phorcus
Genre
Phorcus est un genre de mollusques marins de la classe des gastéropodes, de la famille des Trochidae.

## Liste d'espèces
Selon World Register of Marine Species (8 déc. 2020) :
- Phorcus articulatus (Lamarck, 1822)
- Phorcus atratus (Wood, 1828)
- Phorcus lineatus (en) ou Monodonte (da Costa, 1778)
- Phorcus mariae Templado & Rolán, 2012
- Phorcus mutabilis (Philippi, 1851)
- Phorcus punctulatus (Lamarck, 1822)
- Phorcus richardi (Payraudeau, 1826)
- Phorcus sauciatus (Koch, 1845)
- Phorcus turbinatus (Born, 1778)